# Marilyn Quayle
Marilyn Tucker Quayle, née le 29 juillet 1949, est une avocate et écrivaine américaine.
Épouse de Dan Quayle, elle est la Deuxième dame des États-Unis entre 1989 et 1993.

## Biographie
Marilyn Tucker est née à Indianapolis, de Mary Alice (née Craig, décédée en 1975) et de Warren Samuel Tucker (décédée en 2004). Quatrième de six enfants, elle a trois sœurs (Nancy, Sally et Janet) et deux frères (James et William). Ses parents étaient tous les deux médecins. Son grand-père maternelle est né à Maybole, en Écosse.
Elle reçoit une éducation chrétienne stricte. Les Tuckers étaient des admirateurs de longue date du colonel Robert Thieme, fondateur et ancien pasteur de l'église Berachah à Houston. Lorsque l'attention des médias s'est concentrée sur les croyances religieuses de sa famille, Marilyn Quayle a déclaré dans une interview à NBC : « J'ai grandi avec ma mère en écoutant les cassettes (de Thieme). [...] Je ne l'ai jamais écouté sur des questions sociales. Je ne sais même pas qu'il en a épousé ». Elle défend ses enseignements bibliques.
Elle fréquente la Broad Ripple High School et obtient ensuite un baccalauréat en sciences politiques à l'université Purdue. Tout en allant à l'université, elle devient pom-pom girl et trésorière de sa classe de première année. Elle passe un doctorat en droit à la Robert H. McKinney School of Law, à l'université de l'Indiana. Là, elle rencontre Dan Quayle, fils d'un éditeur de journal. Ils travaillent ensemble sur une version préliminaire de la loi sur la peine de mort dans l'Indiana. Ils se marient le 18 novembre 1972. 
En 1974, Marilyn Quayle donne naissance à leur premier enfant quelques jours avant l'examen du barreau.
Entre 1989 et 1993, elle est Deuxième dame des États-Unis en tant qu'épouse du vice-président des États-Unis.